# Lennart Thörnlund
Karl Lennart Thörnlund, född 5 mars 1951 i Luleå, är en svensk socialdemokratisk politiker, som mellan 1996 och 1997 var riksdagsledamot för Norrbottens läns valkrets.